# Тампа-Бей Рейз

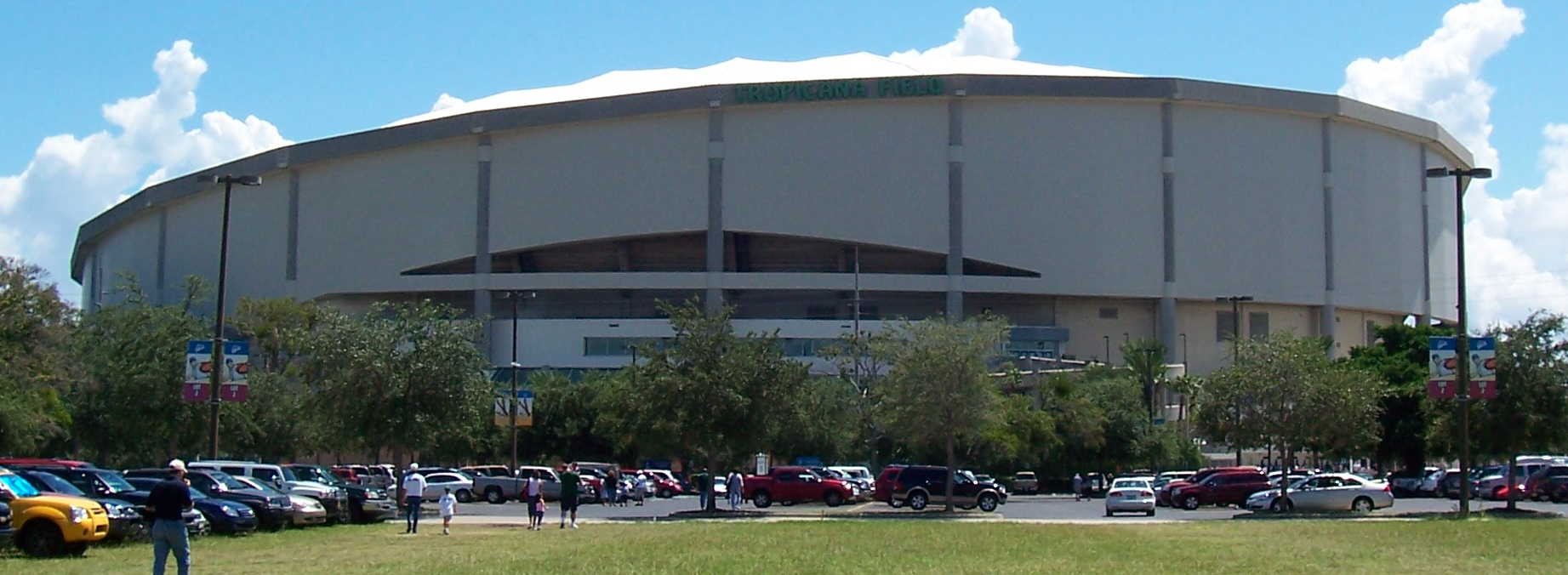
Тропікана-Філд

Тампа-Бей Рейз (англ. Tampa Bay Rays) — професіональна бейсбольна команда міста Сент-Пітерсберга у штаті Флорида заснована у 1998. Команда — член Східного дивізіону, Американської бейсбольної ліги, Головної бейсбольної ліги.
Домашнє поле для Рейз є Тропікана-Філд.
Тампа-Бей Рейз не виграли жодного чемпіонату Головної бейсбольної ліги, але в 2008 році виграли чемпіонат Американської бейсбольної ліги і потім програли у фіналі.